# 唐氏综合症
唐氏综合症也称为21-三体综合征，是由于存在额外的第三条21号染色体（正常为两条）或其一部分而引起的一种遗传性疾病。它通常伴随身体发育迟缓、轻度至中度智力障碍和典型的面部特征。患有唐氏综合征的年轻人的平均智商为50，相当于8-9岁儿童的心智能力，但具体情况差异很大。
受影响个体的父母通常基因正常。其发病概率在母亲为20岁时不到0.1%，但45岁时增加到3%，且容易在幼年时夭折。一般认为额外的染色体是偶然出现的，没有已知的行为活动或环境因素会改变其出现率。唐氏综合征可以在怀孕期间通过产前筛查然后进行诊断测试来识别，或者在出生后通过直接观察和基因檢測来识别。自从引入筛查以来，唐氏综合征的妊娠通常会被终止。
唐氏综合征无法治愈。教育和适当的护理已被证明可以提高生活。一些患有唐氏综合征的儿童在典型的学校课程中接受教育，而另一些则需要更专业的教育。一些患有唐氏综合征的人从高中毕业，还有少数接受了高等教育。在成年期，美国约有20%的患者以某种身份从事有偿工作，其中许多人需要有庇护的工作环境。通常需要在财务和法律事务方面的支持。在有适当医疗保健的发达国家，患者预期寿命约为50至60岁。患者应当定期筛查唐氏综合征中常见的健康问题。
唐氏综合征是人类最常见的染色体异常和出生缺陷之一，每年出生的婴儿中约有千分之一发生。2015年，全球有540万人患有唐氏综合征，27,000人死亡，低于1990年的43,000人。唐氏综合征以英国医生约翰·兰登·唐的名字命名，他在1866年充分描述了这种综合征。法国精神病学家让-艾蒂安·多米尼克·埃斯基罗尔（Jean-Étienne Dominique Esquirol）在1838年和法国医生爱德华·塞金在1844年对这种情况的某些方面进行了较早的描述，其遺傳病理機轉則到1959年才闡明。

## 体征和症状

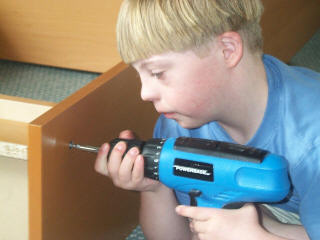
一个患有唐氏综合症的男孩使用无绳电钻组装书柜

患有唐氏综合症的人几乎皆有身体和智力残疾。作为成年人，他们的心智能力通常与8岁或9岁儿童相似。他们通常还具有较差的免疫功能，并且通常在较晚的年龄达到发育里程碑。他们患许多其他健康问题的风险增加，包括先天性心脏病、癫痫、白血病、甲状腺疾病和精神障碍。
| 特征               | 百分比 |
| ------------------ | ------ |
| 精神障碍           | 99%    |
| 生长发育迟缓       | 90%    |
| 脐疝               | 90%    |
| 颈后皮肤增加       | 80%    |
| 肌张力低           | 80%    |
| 嘴顶狭窄           | 76%    |
| 扁头               | 75%    |
| 韧带柔韧           | 75%    |
| 成比例地大舌头     | 75%    |
| 外耳异常           | 70%    |
| 鼻子扁平           | 68%    |
| 第一和第二脚趾分开 | 68%    |
| 牙齿异常           | 60%    |
| 斜眼               | 60%    |
| 手短               | 60%    |
| 短颈               | 60%    |
| 阻塞型睡眠呼吸暂停 | 60%    |
| 小指尖弯曲         | 57%    |
| 虹膜布鲁什菲尔德斑 | 56%    |
| 断掌               | 53%    |
| 凸舌               | 47%    |
| 先天性心脏病       | 40%    |
| 斜视               | ≈35%   |
| 隐睾               | 20%    |

### 身体

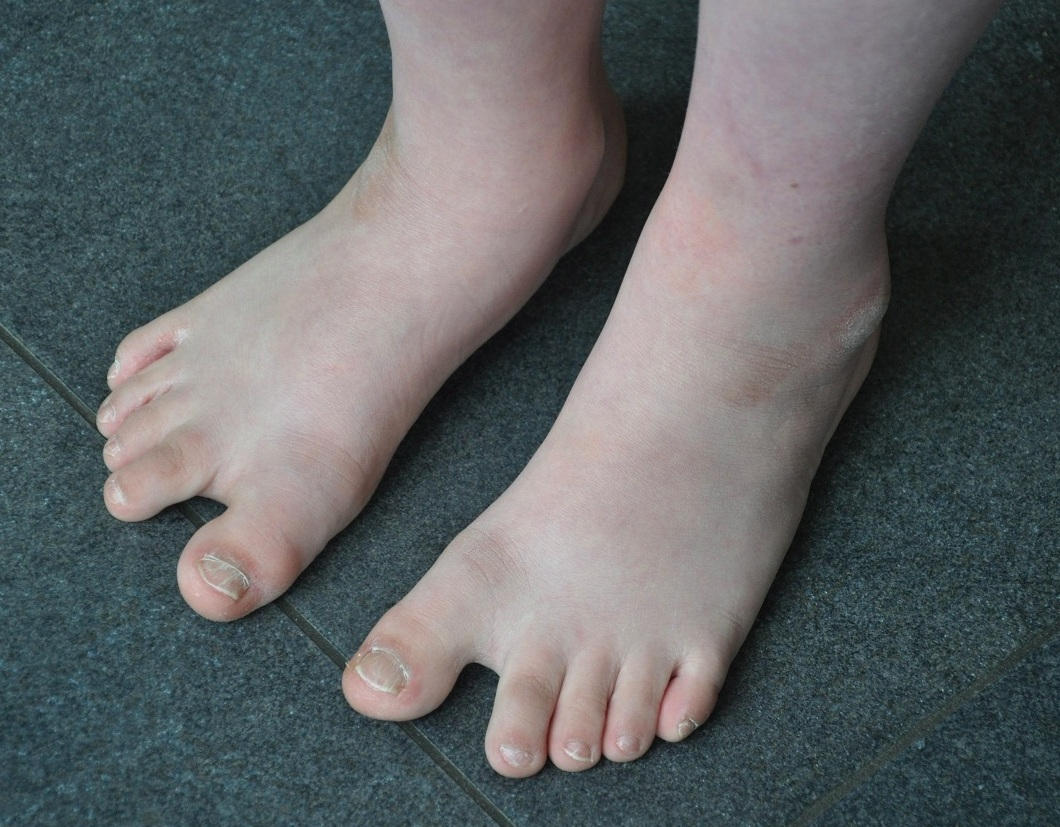
患有唐氏综合症的男孩的脚，第一脚趾偏斜

患有唐氏综合症的人可能具有以下部分或全部身体特征：下巴小、眼睛倾斜、肌肉张力差、鼻梁扁平、手掌有一条折痕，以及由于嘴巴小而舌头相对较大而导致舌头突出。气道变化导致大约一半的唐氏综合症患者出现阻塞性睡眠呼吸暂停。其他常见的特征包括：扁平而宽的脸、短的脖子、过度的关节灵活性、大脚趾和第二脚趾之间的额外空间、指尖上的异常图案和短手指。约20%的人会出现寰枢关节的不稳定性，并可能导致1-2%的脊髓损伤。多达三分之一的唐氏综合症患者可能会在没有创伤的情况下发生髋关节脱位。身高增长较慢，导致成年人往往身材矮小——男性的平均身高为 154 厘米（5 英尺 1 英寸），女性为 142 厘米（4 英尺 8 英寸）。随着年龄的增长，患有唐氏综合症的人患肥胖症的风险增加。生长图表是专门为患有唐氏综合症的儿童开发的。

### 神经
唐氏综合症导致大约三分之一的智力残疾病例，许多患者在成長期間皆未能達到发育里程碑。正常來說，嬰幼兒通常會在約5個月大時學會爬行，約14个月大時開始學會獨立行走。而患者則通常直到8个月大時才學會爬行，21个月大時才學會獨立行走。
大多数患有唐氏综合症的人有轻度（智商：50-69）或中度（智商：35-50）智力障碍，有些人有严重（智商：20-35）困难。患有嵌合型唐氏综合症的人的智商分数通常比这高10-30分。随着年龄的增长，唐氏综合症患者的表现通常比同龄人差。
通常，患有唐氏综合症的人对语言的理解比说话的能力更好。10%到45%的人或口吃，或说话快速且不规则，难以理解。到了30岁以后，有些人可能会失去说话的能力。
他们通常在社交技能方面做得很好。行为问题通常不像其他与智力残疾相关的综合征那样严重。在患有唐氏综合症的儿童中，近30%发生精神疾病，5-10%发生自闭症。患有唐氏综合症的人会经历各种各样的情绪。虽然患有唐氏综合症的人通常很快乐，但抑郁和焦虑的症状可能会在成年早期出现。
患者癫痫发作的风险較一般人高，約有5-10%的儿童和高达50%的成人有此一方面的問題。这包括增加称为婴儿痉挛的特定类型癫痫发作的风险。许多（15%）活了40年或更长时间的唐氏综合征患者通常会患上阿尔茨海默症。年满60岁的唐氏综合征患者中，50-70%的患者患有这种疾病。

### 感官

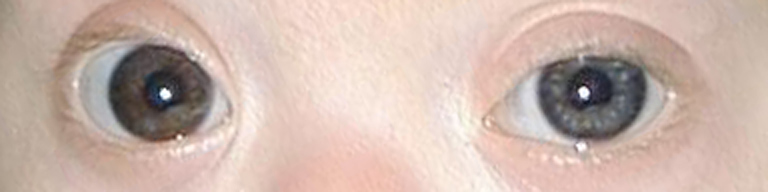
唐氏综合症婴儿虹膜中可见的布鲁什菲尔德斑

超过一半的唐氏综合症患者会出现听力和视力障碍。视力问题发生在38%到80%的患者上。20%到50%的人患有斜视，两只眼睛不会一起移动。白内障（眼睛晶状体混浊）发生率为 15%，并且可能在出生时出现。圆锥角膜（一种薄的锥形角膜）和青光眼（眼压升高）也更常见，需要佩戴眼镜或隐形眼镜的屈光不正也是如此。38%至85%的个体存在布鲁什菲尔德斑（虹膜外部的白色或灰色/棕色小斑点）。
50-90%的唐氏综合症儿童存在听力问题。通常是50%至70%发生渗出的中耳炎和40%至60%发生慢性耳部感染的结果。耳部感染通常始于出生后的第一年，部分原因是咽鼓管功能不佳。由于外耳道阻塞，过多的耳垢也会导致听力损失。即使是轻微程度的听力损失也会对言语、语言理解和学业产生负面影响。重要的是排除听力损失是社交和认知恶化的一个因素。与年龄相关的感觉神经型听力损失发生在更早的年龄，并影响10-70%的唐氏综合症患者。

### 心脏
唐氏综合症新生儿的先天性心脏病发病率约为40%。在心脏病患者中，约80%有房室间隔缺损或室间隔缺损，前者更为常见。随着人们年龄的增长，二尖瓣问题变得普遍，即使是那些出生时没有心脏问题的人。其他可能出现的问题包括法洛四联症和动脉导管未闭。患有唐氏综合症的人动脉硬化的风险较低。

### 癌症
虽然唐氏综合症的总体癌症风险没有改变，但睾丸癌和某些血癌的风险增加，包括急性淋巴细胞白血病（ALL） 和急性巨核细胞白血病（AMKL），而其他非血癌的风险降低 。据信患有唐氏综合症的人患生殖细胞癌症的风险增加，无论这些癌症是血液相关还是非血液相关。

#### 血癌
白血病在唐氏综合症儿童中的发病率高出10到15倍。尤其是急性淋巴细胞白血病（ALL）的发病率高出20倍，而急性巨核细胞白血病（AMKL）的发病率则高出500倍。急性巨核细胞白血病是巨核细胞的白血病，巨核细胞是形成血小板的前体细胞。唐氏综合征中的急性淋巴细胞白血病占所有儿童ALL病例的 1-3%。它最常发生在 9 岁以上或白细胞计数大于 50,000/μL 的人群中，而在一岁以下的人群中很少见。 唐氏综合症中的ALL往往比没有唐氏综合症的人的其他ALL病例的结果更差。
在唐氏综合征中，AMKL 通常先于短暂性骨髓增殖性疾病（TMD），这是一种血细胞生成障碍，其中 GATA1 基因突变的非癌性巨核细胞在妊娠后期迅速分裂。3-10%的唐氏婴儿受到影响。虽然它通常在出生后三个月内自发消退，但它会导致严重的血液、肝脏或其他并发症。在大约10%的病例中，TMD在其解决后的三个月至五年内进展为 AMKL。

#### 非血癌
患有唐氏综合症的人患所有主要实体癌的风险较低，包括肺癌、乳腺癌和宫颈癌，其中50岁或以上的人的相对发病率最低。这种低风险被认为是由于21号染色体上存在的肿瘤抑制基因的表达增加。睾丸生殖细胞癌是例外，它在唐氏综合症中的发病率较高。

### 内分泌
20-50%的唐氏综合症患者会出现甲状腺问题。甲状腺功能低下是最常见的形式，发生在几乎一半的人身上。甲状腺问题可能是由于出生时甲状腺功能不佳或无功能（称为先天性甲状腺功能减退症），发生率为 1%，或者可能由于免疫系统对甲状腺的攻击导致格雷夫斯病或自身免疫性甲状腺功能减退症而在以后发展。1型糖尿病也更常见。

### 胃肠道
近一半患有唐氏综合症的人会出现便秘，并可能导致行为改变。一个潜在的原因是先天性巨结肠，发生率为2-15%，由于缺乏控制结肠的神经细胞所致。其他常见的先天性问题包括十二指肠闭锁、幽门狭窄、梅克尔憩室和肛门闭锁。乳糜泻影响约 7-20%，胃食管反流病也更常见。

### 牙齿
患有唐氏综合症的人往往更容易患牙龈炎以及早期严重的牙周病、坏死性溃疡性牙龈炎和早期牙齿脱落，尤其是下前牙。虽然牙菌斑和口腔卫生差是促成因素，但这些牙周病的严重程度不能仅由外部因素来解释。研究表明，严重程度可能是免疫系统减弱的结果。免疫系统减弱也导致口腔中酵母菌感染的发生率增加（白色念珠菌）。

## 分类
唐氏综合征依据发病机制分为三种类型：
- 标准型：是最常见的类型，占绝大多数病例。患者的体细胞中有47条染色体，比正常人多一条21号染色体。
- 易位型：约占所有病例的2.5%至5%。患者的体细胞中虽然有46条染色体，但21号染色体的长臂与另一条染色体（通常是14号染色体）的长臂发生了易位，形成所谓的罗伯逊易位，又称为着丝粒融合。
- 嵌合体型：患者体内同时存在正常细胞和21-三体细胞，其临床表现取决于三体细胞的比例，比例越高，症状越明显。

## 流行病学

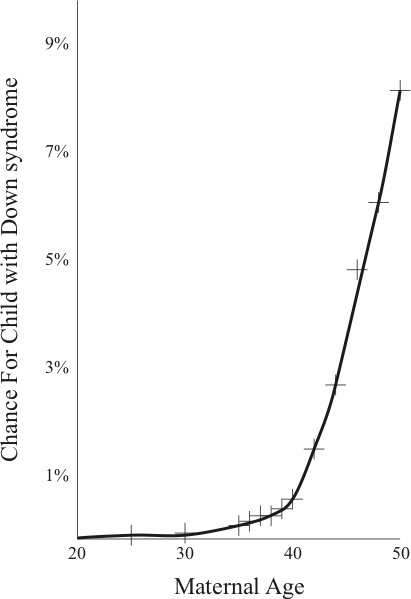
隨著產婦年齡增長嬰兒患唐氏綜合症的風險比率

唐氏综合症是人类最常见的染色体异常。在全球范围内，截至2010年，每1000名新生儿中约有1人患有唐氏综合症，并导致约17,000人死亡。在不允许堕胎的国家以及在更晚怀孕更常见的国家，更多的孩子出生时患有唐氏综合症。在美国，每1000名活产婴儿中约有1.4人受到影响，在挪威，每1000名活产婴儿中约有1.1人受到影响。在1950年代，在美国，每1000名活产中有2名发生这种情况，此后由于产前筛查和堕胎而有所下降。患有唐氏综合症的怀孕人数是自然流产的两倍多。它是所有先天性疾病中8%的病因。
母亲的年龄会影响唐氏综合症怀孕的概率。20岁时，概率为1441分之一；在30岁时，概率为959分之一；40岁时，概率为84分之一；在50岁时，概率为44分之一。虽然概率随着母亲年龄的增加而增加，但70%的唐氏综合症患儿是35岁及以下的女性所生，因为年轻的人有更多的孩子。父亲年龄较大也是35岁以上女性的风险因素，但在35岁以下女性中则不然，这可能部分解释了随着女性年龄的增长风险增加的原因。

## 预期寿命
2015年的一项研究发现，唐氏综合症患者的预期寿命因种族而异。但是，一般来说，唐氏综合症患者的平均寿命超过60岁，并且还在不断攀升。

## 产前筛查及诊断

### 产前筛查
产前筛查旨在通过一系列非侵入性检测方法，对孕妇是否怀有唐氏综合征胎儿的可能性进行初步的风险评估，以决定是否需要进一步进行产前诊断。

#### 血清学筛查
血清学筛查是唐氏综合征产前筛查中最常用的方法之一，通过在妊娠期采集孕妇空腹外周血，测定特定生化指标的含量，结合孕妇的年龄、体重和胎次等因素进行风险判断。血清学筛查的指标包括妊娠相关血浆蛋白A（PAPP-A）、甲胎蛋白（AFP）、游离-β亚基-促绒毛膜性腺激素（free β-HCG）、游离雌三醇（uE3）、抑制素-A（Inhibin A）、解整合素-金属蛋白酶12（ADAM12）以及胎盘生长因子（PLGF）等。根据筛查指标的不同，血清学筛查可以分为：
1. 早期二联筛查：通常在妊娠10至14周进行，检测PAPP-A和free β-HCG。研究发现，唐氏综合征胎儿的PAPP-A水平较低[63]，而free β-HCG水平较高。虽然早期二联筛查的检出率约为60%，但假阳性率较高，存在漏诊及误诊的风险。
2. 三联筛查：妊娠15至22周进行，增加了AFP和uE3的检测。唐氏综合征胎儿的AFP[64]和uE3水平偏低。三联筛查的检出率为70%至78%，假阳性率为5%[65]。
3. 四联筛查：在三联筛查的基础上增加Inhibin A的检测，能够将检出率提高至80%以上，且假阳性率保持稳定[66]。

#### 超声软指标筛查

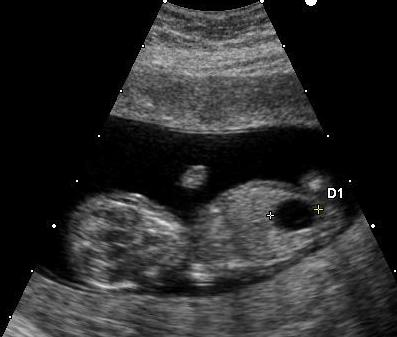
超聲波顯示出一個患上唐氏症候群的胎兒。

超声软指标筛查通过检测胎儿在形态和结构上的异常，特别是颈项透明层厚度（NT）和鼻骨发育情况来评估唐氏综合征的风险。唐氏综合征胎儿的NT厚度通常大于3毫米，而正常胎儿小于2.5毫米。鼻骨缺失或发育异常的胎儿中，唐氏综合征的检出率较高，可达89.6%。结合超声检测胎儿的面部特征和“脑角”角度，筛查的预测准确率可以达到更高。

#### 整合筛查
整合筛查结合了超声筛查和血清学筛查的优点，可以在提高唐氏综合征检出率的同时降低假阳性率。

#### 产前无创筛查
产前无创筛查（NIPT） 主要基于母体血浆中胎儿游离DNA（cffDNA）的检测。通过高通量DNA测序技术（NGS）检测cffDNA片段的相对丰度，可以判断胎儿是否存在21号染色体异常。NIPT的准确性受胎儿DNA含量）、母体体重、妊娠方式等因素影响，因此其检测时间通常选择在妊娠10至16周之间，已成为高风险孕妇的常规筛查手段。

### 产前诊断
在产前筛查显示出异常风险后，医务人员通常会采用绒毛活检、羊水穿刺和脐带穿刺等侵入性方法对胎儿进行更为精确的检测，以确认是否患有唐氏综合征，并在获得样本后,进行检测分析。这些诊断方法虽然能够提供准确的结果，但也有0.5%至1%的流产风险，并给孕妇带来痛苦。

#### 核型分析
核型分析是目前唐氏综合征诊断的“金标准”，也是最终确认诊断的常用方法。当孕妇在产前筛查中被认定为高风险时，医生通常会通过穿刺手术获取胎儿的羊水细胞，随后进行细胞培养以观察染色体的数目和形态。该方法可以直观地检测到整个染色体组的异常，是临床诊断的重要依据。核型分析的分辨率相对较低，通常只能检测到大于5 Mb的染色体片段，对于微重复或微缺失的异常无法观测。此外，该方法耗时较长，对操作技术要求较高。

#### 荧光原位杂交技术
荧光原位杂交技术（Fluorescence in Situ Hybridization, FISH）是一种通过DNA探针与目标序列互补配对，并结合荧光标记进行唐氏综合征诊断的方法。该技术无需细胞培养，整个检测过程可以在数小时内完成，且分辨率较高，能够检测到≥300 kb的染色体异常片段。然而FISH技术只能检测特定的序列，且无法判断染色体的结构异常。

#### 染色体微阵列分析
染色体微阵列分析（Chromosomal Microarray Analysis, CMA）包括比较基因组杂交微阵列（aCGH）和单核苷酸多态性微阵列（SNP array），主要用于全基因组层面的分析，能够检测出染色体的微重复和微缺失。aCGH通过对待检DNA和参考DNA进行荧光染色，然后混合与探针杂交，最后通过荧光信号强度对比分析基因组的异常。SNP array分辨率更高，能够检测基因组中单个碱基的变化。CMA具有高通量和高分辨率的特点，但其依赖参考基因组，若待测基因组与参考基因组存在显著差异，可能导致错误结果。

#### 光学基因组图谱技术
光学基因组图谱技术（Optical Genome Mapping, OGM）通过提取长链染色体DNA，并对特定重复序列进行荧光标记，利用芯片的纳米孔通道拉直DNA分子后进行高分辨率荧光成像。与传统的核型分析和FISH相比，OGM能够检测到更小的结构变异，极大地提高了检测精度。

## 历史

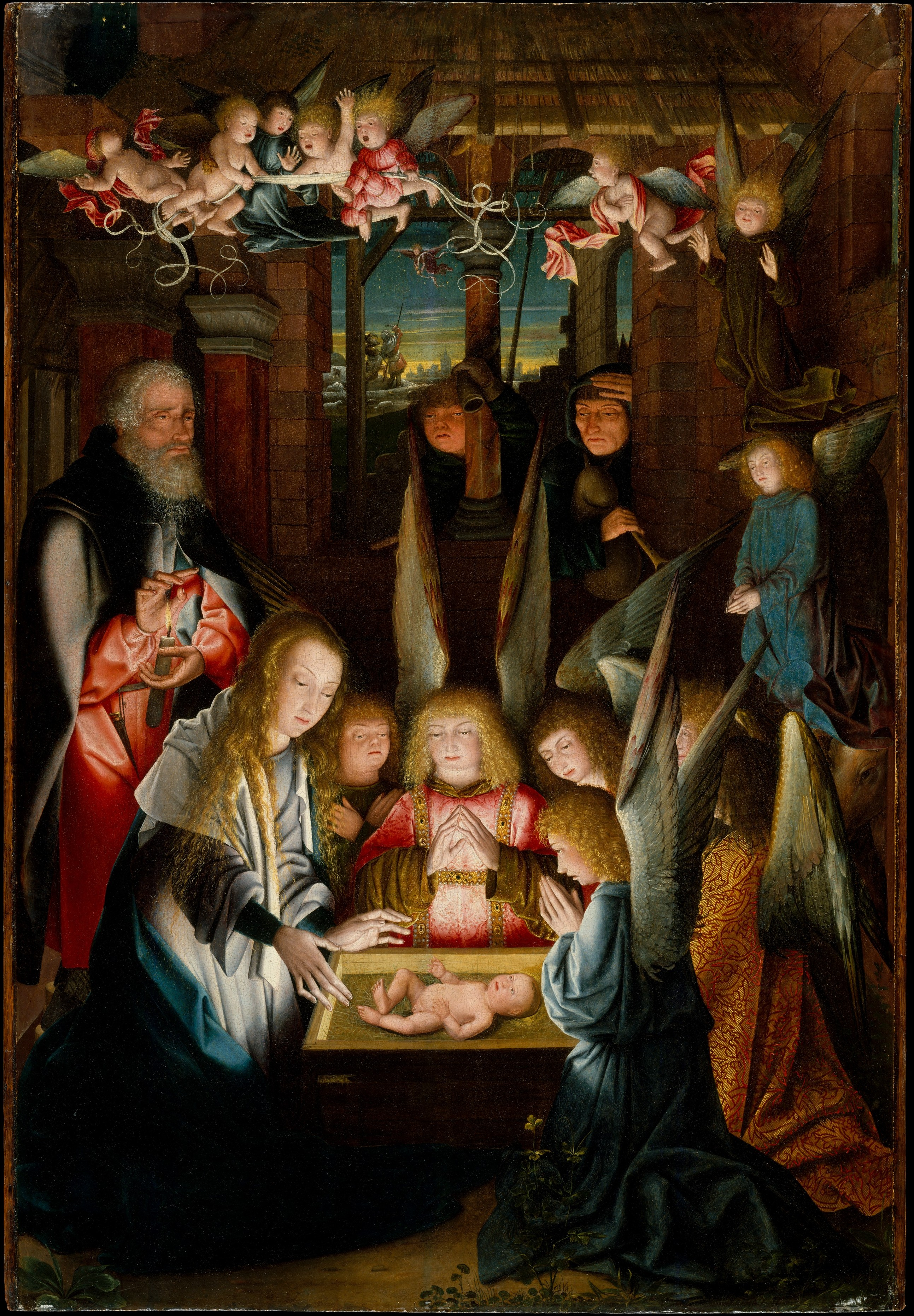
莱维塔斯和里德認為，这幅早期的荷兰画作《基督之子的崇拜》将患有唐氏综合症的人描绘成天使之一。

英国医生约翰兰登唐在1862年首次描述了唐氏综合症，认为它是一种独特的精神残疾类型，并在1866年更广泛发表的报告中再次描述。Édouard Séguin于1844年将其描述为与呆小病不同。到了20世纪，唐氏综合症已成为最容易辨认的精神残疾形式。
在古代，许多残疾婴儿或被杀害，或被遗弃。2020年6月，在爱尔兰Poulnabrone dolmen埋葬于公元前3200年前的一名婴儿的基因组证据中发现了最早的唐氏综合症病例。研究人员认为，许多历史艺术品都描绘了唐氏综合症，包括来自当今哥伦比亚和厄瓜多尔的前哥伦布时期Tumaco-La Tolita文化的陶器，以及16世纪的画作《基督之子的崇拜》。
在20世纪，许多患有唐氏综合症的人被收容，很少有相关的医疗问题得到解决，大多数人在婴儿期或成年早期死亡。随着优生学运动的兴起，美国当时的48个州中有33个州和几个国家开始对患有唐氏综合症和相当程度的残疾的人实施强制绝育计划。纳粹德国的行动T4公开了一项系统性非自愿安乐死计划。
随着 1950 年代核型技术的发现，识别染色体数目或形状的异常成为可能。1959 年，Jérôme Lejeune 报道了唐氏综合症是由一条额外的染色体引起的。然而，Lejeune 对这一发现的主张一直存在争议，2014 年，法国人类遗传学联合会科学委员会一致将大奖授予他的同事 Marthe Gautier，以表彰她在这一发现中的作用。这一发现发生在法国巴黎Hôpital Trousseau的Raymond Turpin实验室。Jérôme Lejeune和Marthe Gautier都是他的学生。
由于这一发现，这种情况被称为21三体。甚至在发现其原因之前就已经注意到所有种族中都存在这种综合症，它与高龄产妇的关系以及它的复发率很低。医学文献认为它是由尚未确定的遗传因素的组合引起的。其他理论集中在出生时遭受的伤害。

## 医学伦理
日本根据《母体保護法》规定，不认可由于胎儿的問題而进行的人工堕胎。但是相关条文又说明「继续妊娠或分娩会在身体或经济理由上对母体健康造成显著的伤害」或者「对母体来说构成极大的精神問題」或者「由于精神問題对母体构成了极大的健康障碍」的情况下，妊娠未满22周前可以人工堕胎。但是堕胎的必要性需要指定医生的确认，能够进行的医疗机构也有指定。自2013年4月起至2014年4月對日本的7740位孕婦進行的產前檢查中，有113位從羊水檢查中得出有染色體病症，其中70人判定為唐氏症候群。最後110位孕婦決定墮胎，2位流產，只有1位孕婦選擇誕下患唐氏症候群的胎兒。
根据反堕胎人士提供的统计数据，在美国，百分之60以上被诊断患有唐氏综合症的胎儿被堕掉。有些反堕胎人士把針对这些胎儿的堕胎手术与“納粹優生論”相提并论，认为这是在草菅人命。他们指出，唐氏综合症患者同样有生存的权利，而且有能力对社会做出美好的贡献。2017年底，美國俄亥俄州通过一项法案，並由该州州长签署成为法律，禁止基于唐氏综合症而进行的堕胎。但是，一位联邦法官以该法律侵犯堕胎的宪法权利为由，暂时禁止該项法律实施。2018年4月16日，美國宾夕法尼亚州众议院以139票对56票的多数通过一项法案，禁止对被诊断患有唐氏综合症的胎儿进行堕胎手术。

## 延伸閱讀
- Down Syndrome: The Facts.（1997）, Selikowitz, M.（2nd ed.）. Oxford, UK; New York, NY, USA: Oxford University Press.
- Down Syndrome: A Promising Future, Together.（1999）, Hassold, T. J. and Patterson, D.（Eds.）. New York, NY, USA: Wiley Liss.
- Count us in - Growing up with Down syndrome.（1994）Kingsley, J. and Levitz, M.（1994）San Diego, CA, USA: Harcourt Brace.
- Medical and Surgical Care for Children with Down Syndrome: A Guide for Parents.（1995）Van Dyke, D. C., Mattheis, P. J., Schoon Eberly, S., and Williams, J. Bethesda, MD, USA: Woodbine House.
- Adolescents with Down Syndrome: Toward a More Fulfilling Life.（1997）Pueschel, S. M. and Sustrova M.（Eds.）  Baltimore, MA, USA: Paul H. Brookes Pub.
- Living with Down syndrome（2000）, Buckley, S. Portsmouth, UK: The Down Syndrome Educational Trust.

### 各地唐氏症組織
- 香港唐氏綜合症協會（页面存档备份，存于）
- 美国国家唐氏综合征协会（页面存档备份，存于）
- 英国唐氏综合征协会
- 中華民國唐氏症基金會（页面存档备份，存于）
- 加拿大唐氏綜合症社會（页面存档备份，存于）
- 國際唐氏綜合症（页面存档备份，存于）
- 唐氏症家族網